# Pekania
Pekania és un gènere de carnívors de la família dels mustèlids. Conté un sol representant vivent, la marta pescadora (P. pennanti), i diverses espècies extintes. El registre fòssil indica que aquest grup probablement s'originà a Euràsia i posteriorment s'estengué a Nord-amèrica. La carnissera superior presenta una radicel·la mediana externa.